# Mykola Mikhnovsky
Mykola Ivanovytch Mikhnovsky (en ukrainien : Микола Іва́нович Міхно́вський), né le 31 mars 1873 et mort le 3 mai 1924, est un homme politique ukrainien. Avocat, journaliste, il a été l'une des figures et l'un des idéologues du nationalisme indépendantiste ukrainien au début du XXe siècle ; il est l'auteur de Ukraine indépendante (uk) (Самостійна Україна, Samostijna Ukrajina, 1900), pamphlet considéré comme le premier programme revendiquant l'indépendance de l'Ukraine ; il est le cofondateur du Parti révolutionnaire ukrainien, et leader d'une de ses scissions, le Parti ukrainien du Peuple (uk),.

## Biographie
Mykola Mikhnovsky est le fils d'un prêtre ukrainophile. Il est devenu avocat commis lors d'un procès politique à Kharkiv. En 1891, il participe à la fondation de la Confrérie estudiantine Fraternité Taras des admirateurs de Tarass Chevtchenko ». Cette organisation secrète a été rapidement obligée de survivre dans la clandestinité puis cesse d'exister en 1898. Son but était de lutter à la fois contre l'apolitisme des élites ukrainiennes et contre le ralliement à un courant révolutionnaire russe.
Mikhnovsky, à l'occasion des commémorations de Chevtchenko à Poltava le 19 février 1900, prononce des discours enflammés qui vont toucher beaucoup d'étudiants de l'Université de Karkhiv et d'autres partisans de ses idées. Ils créent le Parti révolutionnaire ukrainien, dont il rédige lui-même le manifeste.
Inspiré par la lutte de libération de Cuba de l'empire colonial espagnol et par l'aspirations des Arméniens à l'indépendance Mikhnovsky fait de cette lutte pour l'indépendance de l'Ukraine sa préoccupation prioritaire : pour une Ukraine « seule et unique, indivisible, libre et indépendante, des Carpates au Caucase ». Mais il est incompris par certains membres et fonde en 1902 le Parti populaire ukrainien (UNP), dont il prend la tête. Il encourage les Ukrainiens à parler et lire en ukrainien, à scolariser en ukrainien, à défendre la souveraineté du pays.
Se retrouve dans ses théories un curieux mélange de darwinisme social (lutte des races) et de marxisme (lutte des classes). Il fait la distinction entre nations exploitées et nations exploiteuses. Pour lui la fraternité ne s'applique qu'aux Ukrainiens entre eux et il exclut les représentants des peuples exploiteurs et dominants que sont à ses yeux les Russes, les Polonais et les Juifs : « nous sommes tous frères, mais pas les Moskals, les Liakhs et les Jydy, nos ennemis, tant qu'ils nous dominent et nous exploitent ».
Ce point de vue ethnocentriste hérissait fort les socialistes nationaux comme Mykhaïlo Hrouchevsky  qui qualifiait cette tendance de « nationaliste-fasciste ».
En 1924, il retourne à Kiev, où il est arrêté par le GPU (police d'État soviétique). Emprisonné puis libéré rapidement, il est retrouvé le 3 mai 1924 pendu dans un jardin. Sa mort, à l'âge de 51 ans, est déclarée officiellement comme étant due à un suicide.

## Sources
- (uk) Cet article est partiellement ou en totalité issu de l’article de Wikipédia en ukrainien intitulé « Міхновський Микола Іванович » (voir la liste des auteurs).
- Olha Ostriitchouk, Les Ukrainiens face à leur passé, édition P I E Peter Lang,  (ISBN 978-2-87574-035-9)